# Júnior Monteiro
Gildo Olímpio Sena Monteiro (sinh ngày 20 tháng 4 năm 1991), hay đơn giản Júnior, là một cầu thủ bóng đá người Cabo Verde thi đấu cho câu lạc bộ Bồ Đào Nha Leixões ở vị trí tiền vệ chạy cánh.

## Sự nghiệp câu lạc bộ
Vào ngày 19 tháng 6 năm 2017, thông báo xác nhận rằng Júnior đã gia nhập đội bóng LigaPro União da Madeira.